# カナディアン・ロッキー山脈自然公園群
カナディアン・ロッキー山脈自然公園群（英語：Canadian Rocky Mountain Parks）とは、カナダの西部に存在する、ユネスコの世界遺産に登録されている物件の1つである。3,000メートル級の山々がいだく氷河、氷河湖、滝、峡谷、鍾乳洞、化石などの今なお残る手つかずの自然が評価されて1984年に登録された。なお、これらはカナダのアルバータ州とブリティッシュコロンビア州とにまたがっている。

## 概要
カナディアン・ロッキー山脈自然公園群は、以下の4つの国立公園と3つの州立公園によって構成されている。
- 4つの国立公園
  - バンフ国立公園 （アルバータ州）
  - ジャスパー国立公園 （アルバータ州）
  - クートニー国立公園（英語版） （ブリティッシュコロンビア州）
  - ヨーホー国立公園（英語版） （ブリティッシュコロンビア州）

- ブリティッシュコロンビア州の3つの州立公園
  - ハンバー州立公園（英語版）
  - アシニボイン山州立公園（英語版）
  - マウント・ロブソン山州立公園（英語版）

山脈や氷河、熱水泉があるほか、以下、北米を流れる主要な河川の上流･源泉になっている。
- ノースサスカチュワン川
- アサバスカ川
- コロンビア川
- フレーザー川

この地域は、美しい自然と多様性に富んだ生態系を成している。標高 2,599 メートルのバージェス山は氷河が削り取った急峻な山肌で、化石から古代生物の姿を探るため、古生物学者が発掘作業を続けている。まるで本のページのように剥がれていくバージェス頁岩が見られる。実はここは5億年前は海の底。海底で生きていた三葉虫などの様々な生物の化石が発見されてきた。5億5千万年前のカンブリア紀に地球の生き物は爆発的に進化した。岩の中には今は絶滅してしまった奇妙な形の生き物たちが刻み込まれている。とげで体を覆っていたと思われる生き物ハルキゲニア、ホースのような口で獲物を捕らえていたと思われる生き物オパビニア。最も不思議な形をした生物は、海老とクラゲがくっついたようなアノマロカリスで体長 60 センチメートル。ひれを動かして海中を自由に動き、獲物を触手で捕らえていた。5億年前の地球の支配者だったと考えられている生物である。
バージェス頁岩(Burgess Shale Site)は1980年に単独の世界遺産として登録されていたが、1984年にバージェスを含むカナディアン・ロッキー山脈自然公園群が新たに登録された際に、単独の物件としての記載は削除された。
1990年に範囲が拡大され、ハンバー州立公園、アシニボイン山州立公園、ロブソン山州立公園が追加登録された。

## 登録基準
この世界遺産は世界遺産登録基準のうち、以下の条件を満たし、登録された（以下の基準は世界遺産センター公表の登録基準からの翻訳、引用である）。
- (7) ひときわすぐれた自然美及び美的な重要性をもつ最高の自然現象または地域を含むもの。
- (8) 地球の歴史上の主要な段階を示す顕著な見本であるもの。これには生物の記録、地形の発達における重要な地学的進行過程、重要な地形的特性、自然地理的特性などが含まれる。